# Rökpivi
Rökpivi (Contopus fumigatus) är en fågel i familjen tyranner inom ordningen tättingar.

## Utseende och läte
Rökpivin är en medelstor tyrann med enfärgat grå fjäderdräkt och en liten tofs. Könen är lika. Lätet består av betonade "pip, pip".

## Utbredning och systematik
Rökpivi delas in i sex underarter med följande utbredning:
- Contopus fumigatus ardosiacus – Colombia till nordöstra Venezuela, östra Ecuador och nordöstra Peru
- Contopus fumigatus cineraceus – subtropiska norra Venezuela (Yaracuy till Miranda)
- Contopus fumigatus duidae – tepuis i södra Venezuela (söder om Bolívar och Amazonas) samt näraliggande Guyana
- Contopus fumigatus zarumae – sydvästra Colombia (Nariño), västra Ecuador och nordvästra Peru (söderut till sydvästra Cajamarca)
- Contopus fumigatus fumigatus – sydöstra Peru (Puno) och västra Bolivia (La Paz och Cochabamba)
- Contopus fumigatus brachyrhynchus – sydöstra Bolivia (Santa Cruz och Tarija) till nordvästra Argentina (Tucumán)

## Levnadssätt
Rökpivin hittas i molnskogar i bergstrakter på medelhög höjd. Där ses den ofta sitta synligt på en exponerad gren, varifrån den gör utfall för att fånga insekter i luften.

## Status och hot
Arten har ett stort utbredningsområde, men tros minska i antal, dock inte tillräckligt kraftigt för att den ska betraktas som hotad. Internationella naturvårdsunionen IUCN listar arten som livskraftig (LC).